# Vladimír Menšík

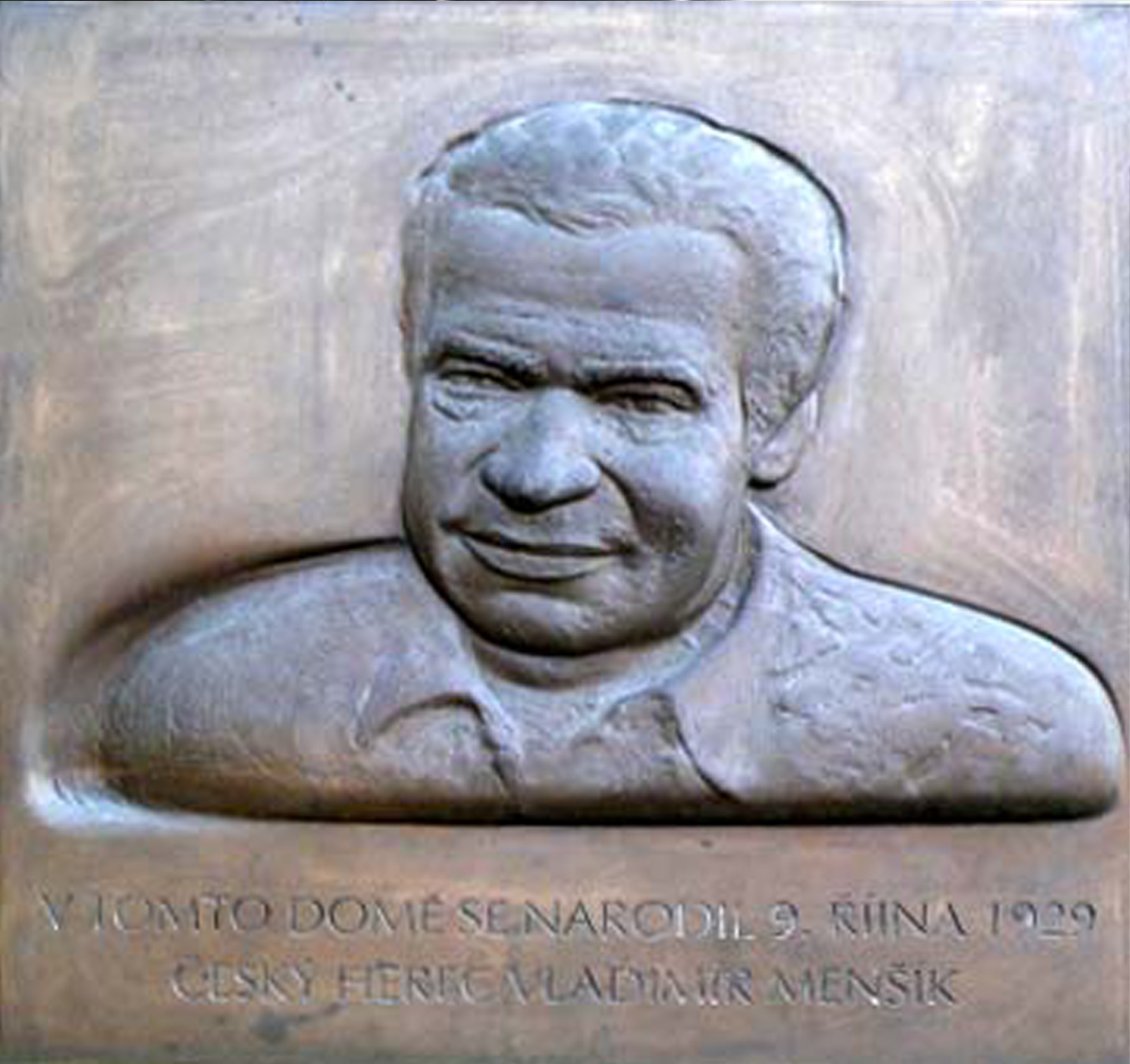
Gedenktafel in Ivančice

Vladimír Menšík (* 9. Oktober 1929 in Ivančice; † 29. Mai 1988 in Brünn) war ein tschechoslowakischer Film-, Theater- und Fernsehschauspieler.

## Leben und Werk
Während des Zweiten Weltkrieges arbeitete Menšík in der Waffenfabrik in Brünn. Nach Kriegsende besuchte er eine höhere Technische Fachschule und trat in ein Laientheater ein. Von 1947 bis 1949 arbeitete er in den I. Brünner Maschinenwerken und Gießerei. Danach studierte er bis 1953 an der JAMU (Janáčkova akademie múzických umění) in Brünn. 1950 bekam er bereits seine erste Filmrolle.
Vladimír Menšík war oft in heiteren Filmen zu sehen, so in Miloš Formans Die Liebe einer Blondine (Lásky jedné plavovlásky, 1965) und wurde zumeist durch komödiantische Charaktere und durch Teilnahme an verschiedenen Fernsehserien bekannt. Menšík drehte seinen ersten Film mit Zářijové noci (1957, engl. Titel: September Nights). Zu den bekannteren in Deutschland gezeigten Kinofilmen, in denen er mitwirkte, gehören u. a. Auf dem Kometen (Na kometě, 1970) von Karel Zeman, Das Mädchen auf dem Besenstiel (Dívka na koštěti, 1972),  Wie soll man Dr. Mráček ertränken? oder Das Ende der Wassermänner in Böhmen (Jak utopit doktora Mráčka aneb Konec vodníků v Čechách, 1974) oder Wie man Dornröschen wachküßt (Jak se budí princezny, 1977). Regelmäßig im deutschen Fernsehen ist er bis heute in der Rolle des gutherzigen Knechtes Vinzek in dem Märchenfilm Drei Haselnüsse für Aschenbrödel (Tři oříšky pro Popelku, 1973) zu sehen.
Daneben wirkte der gefragte Charakterdarsteller Menšík in verschiedenen Fernsehserien mit, die ihn auch in Deutschland (Ost und West) einem größeren Publikum bekannt machten, beispielsweise in Das Krankenhaus am Rande der Stadt (Nemocnice na kraji mesta, 1978) oder in Die Besucher (Návštevníci, 1983). Am meisten prägte er sich durch seine Darstellung geplagter Familienväter, die nicht wissen, wie ihnen geschieht, ein, vor allem in den Kinderserien Pan Tau (1974, mittlere Staffel), Die Märchenbraut (Arabela, 1979) und Der fliegende Ferdinand (Létající Čestmír, 1982). In seiner fast vier Jahrzehnte lang andauernden Karriere als Schauspieler war er in weit mehr als 300 Film- und Fernsehproduktionen zu sehen, womit er bis heute einer der produktivsten tschechischen Schauspieler ist.
Neben seiner Tätigkeit als Schauspieler war er auch als Drehbuchautor für Fernsehserien und Spielfilme aktiv und betätigte sich als Synchronsprecher, wobei er unter anderem Michel Serrault seine Stimme lieh. 1979 erhielt er auf dem nationalen Filmfestival in Karlovy Vary den Schauspielerpreis für seine Rolle in Hrozba.
Menšík war alkoholkrank und machte deshalb eine Entziehungskur. Er litt außerdem unter schwerem Asthma. Er starb 1988 im Alter von 58 Jahren im St.-Anna-Krankenhaus in Brno (Brünn).
In seiner Geburtsstadt Ivančice gibt es eine Ausstellung über Vladimír Menšík, die persönliche Gegenstände, Schriftstücke und Fotos sowie eine Statue des Schauspielers zeigt. Er hatte elf Geschwister. Vladimír Menšík war zweimal verheiratet. Er hatte zwei Kinder mit seiner ersten Frau Věra – einen Sohn (* 1955) und eine Tochter (* 1957). Er hatte auch zwei Kinder mit seiner zweiten Frau – einen Sohn (* 1962) und die Tochter Martina Menšíková (* 1965), die als einziges seiner Kinder auch Schauspielerin wurde.

## Filmografie (Auswahl)
- 1950: Die grosse Gelegenheit (Vladimír Menšík)
- 1956: Podivín (Fernsehfilm)
- 1959: König des Böhmerwaldes (Král Šumavy)
- 1961: Vater gesucht (Hledá se táta!)
- 1963: Von neuem beginnen (Začít znova)
- 1964: Limonaden-Joe (Limonádový Joe aneb Koňská opera)
- 1964: Die Hofnarrenchronik (Bláznova kronika)
- 1965: Die Liebe einer Blondine (Lásky jedné plavovlásky)
- 1966: Die nackte Schäferin (Nahá pastýřka)
- 1966: Mord auf heimische Art (Vražda po našem)
- 1966: Pfeifen, Betten, Turteltauben (Dýmky)
- 1967: Streng geheime Premieren (Přísně tajné premiéry)
- 1967: Marketa Lazarova (Marketa Lazarová)[8]
- 1968: Unsere verrückte Familie (Naše bláznivá rodina)
- 1968: Der Leichenverbrenner (Spalovač mrtvol)
- 1969: Alle guten Landsleute (Všichni dobří rodáci)
- 1970: Jungfernschaft und schwedische Gardinen (Panenství a kriminál)
- 1970: Auf dem Kometen (Na kometě)
- 1970: Zähmung eines Teufels (Vražda ing. Čerta)
- 1971: Die Partien des schönen Dragoners (Partie krásného dragouna)
- 1971: Fünf Männer und ein Herz (Pět mužů a jedno srdce)
- 1972: Der Strohhut (Slaměný klobouk)
- 1972: Das Mädchen auf dem Besenstiel (Dívka na koštěti)
- 1973: Legendas letzter Coup (Lupič Legenda)
- 1973: Drei Haselnüsse für Aschenbrödel (Tři oříšky pro Popelku)
- 1974: Anonyme Anzeige (Zatykač na královnu)
- 1975: Wie soll man Dr. Mráček ertränken? oder Das Ende der Wassermänner in Böhmen (Jak utopit dr. Mráčka aneb Konec vodníků v Čechách)
- 1975: Pan Tau (Fernsehserie, 13 Folgen)
- 1975: Ein fideles Haus (Chalupáři, Fernsehserie, 9 Folgen)
- 1976: Das dritte Semester (Plavení hříbat)
- 1976: Der Orangen-Junge (Pomerančový kluk)
- 1977: Wie man Dornröschen wachküßt (Jak se budí princezny)
- 1977: Wie wäre es mit Spinat? (Což takhle dát si špenát? )
- 1977: Morgen werde ich aufwachen und mich mit Tee verbrühen (Zítra vstanu a opařím se čajem)
- 1977–1978: Die Frau hinter dem Ladentisch (Žena za pultem, Fernsehserie, 12 Folgen)
- 1978: Laßt ihn sich doch fürchten! (Jen ho nechte, ať se bojí)
- 1979: Prinz und Abendstern (Princ a Večernice)
- 1979: Die wunderbaren Männer mit der Kurbel (Báječní muži s klikou)
- 1979: Spröde Beziehungen (Křehké vztahy)
- 1980: Liebe zwischen Regentropfen (Lásky mezi kapkami deště)
- 1980–1981: Die Märchenbraut (Arabela, Fernsehserie, 13 Folgen)
- 1982: Wenn Scheidung ... dann Scheidung (Když rozvod, tak rozvod)
- 1983: Die Besucher (Návštěvníci, Fernsehserie, 6 Folgen)
- 1983: Der fliegende Ferdinand (Létající Čestmír, Fernsehserie, 6 Folgen)
- 1986: Junger Wein (Mladé víno)
- 1989: Gute Tauben kehren immer zurück (Dobří holubi se vracejí)
- 1989: Hurra, ihm nach! (Hurá za ním)